# 三五镇
三五乡，是中华人民共和国广西壮族自治区来宾市兴宾区下辖的一个乡镇级行政单位。

## 行政区划
三五乡下辖以下地区：
三五村、方村、太平村、碑口村、陶马村、上李村、大桥村、榜山村、莲塘村、赛暖村、古灯村、平塘村、群安村、分界村和军屯村。